# 土成町郡
土成町郡（どなりちょうこおり）は、徳島県阿波市の大字。2010年10月1日現在の人口は254人、世帯数は78世帯。郵便番号は〒771-1505。

## 地理
阿波市の南部に位置。南は吉野川を境に吉野川市、東は吉野町柿原、西は土成町成当、市場町伊月、北は土成町土成に接する。南端を西から東に流れる吉野川に突出し、旧土成町では同川に接する唯一の地域である。
北境を徳島県道12号鳴門池田線が東西に走る。中央部を大谷川が南に流れ、土成町成当との境を南に流れた九頭宇谷川が旧市場町に入り、再度地内の南端をかすめて吉野川に注ぐ。
古代に郡司が置かれ、地名もそれに由来する。中世の郡城址が九頭宇谷川河口にある。

## 河川
- 吉野川
- 大谷川
- 九頭宇谷川

## 歴史
- 2005年（平成17年）4月1日 - 板野郡土成町が吉野町・阿波郡市場町・阿波町と合併して阿波市となり、住所表記は「板野郡土成町郡」から「阿波市郡」となる。
- 2007年（平成19年）1月1日 - 住所表記に「土成町」が復活し、現在の表記となる。

## 施設
- 太閤酒造場
- 建布都西宮神社
- 郡城址

## 交通

### 道路
都道府県道
- 徳島県道12号鳴門池田線
- 徳島県道137号土成徳島線
- 徳島県道138号香美吉野線